# Bad Lauchstädt
Bad Lauchstädt, amtlich Goethestadt Bad Lauchstädt (anhörenⓘ) (bis 1925 Lauchstädt), ist eine Stadt im Saalekreis in Sachsen-Anhalt.

## Geografie

### Lage
Bad Lauchstädt liegt am Rande der Querfurter Platte an der Laucha. Die Stadt befindet sich ca. 8 km nördlich des Geiseltalsees, 11 km westlich von Merseburg und 21 km südwestlich von Halle (Saale). Der Ortsteil Klobikau liegt am Nordufer des Geiseltalsees.

### Stadtgliederung
Stadtteile sind Bad Lauchstädt, Delitz am Berge, Großgräfendorf, Klobikau, Milzau und Schafstädt. Die Ortschaft führt den Namen des Ortsteiles. Die Ortsteile Bad Lauchstädt und Großgräfendorf bilden die Ortschaft Bad Lauchstädt.
| Ortschaft        | Einwohner a | Die Ortschaften von Bad Lauchstädt (anklickbare Karte) |
| ---------------- | ----------- | ------------------------------------------------------ |
| Bad Lauchstädt b | 4595        | Die Ortschaften von Bad Lauchstädt (anklickbare Karte) |
| Delitz am Berge  | 840         | Die Ortschaften von Bad Lauchstädt (anklickbare Karte) |
| Klobikau c       | 522         | Die Ortschaften von Bad Lauchstädt (anklickbare Karte) |
| Schafstädt       | 2015        | Die Ortschaften von Bad Lauchstädt (anklickbare Karte) |
| Milzau d         | 845         | Die Ortschaften von Bad Lauchstädt (anklickbare Karte) |

## Geschichte

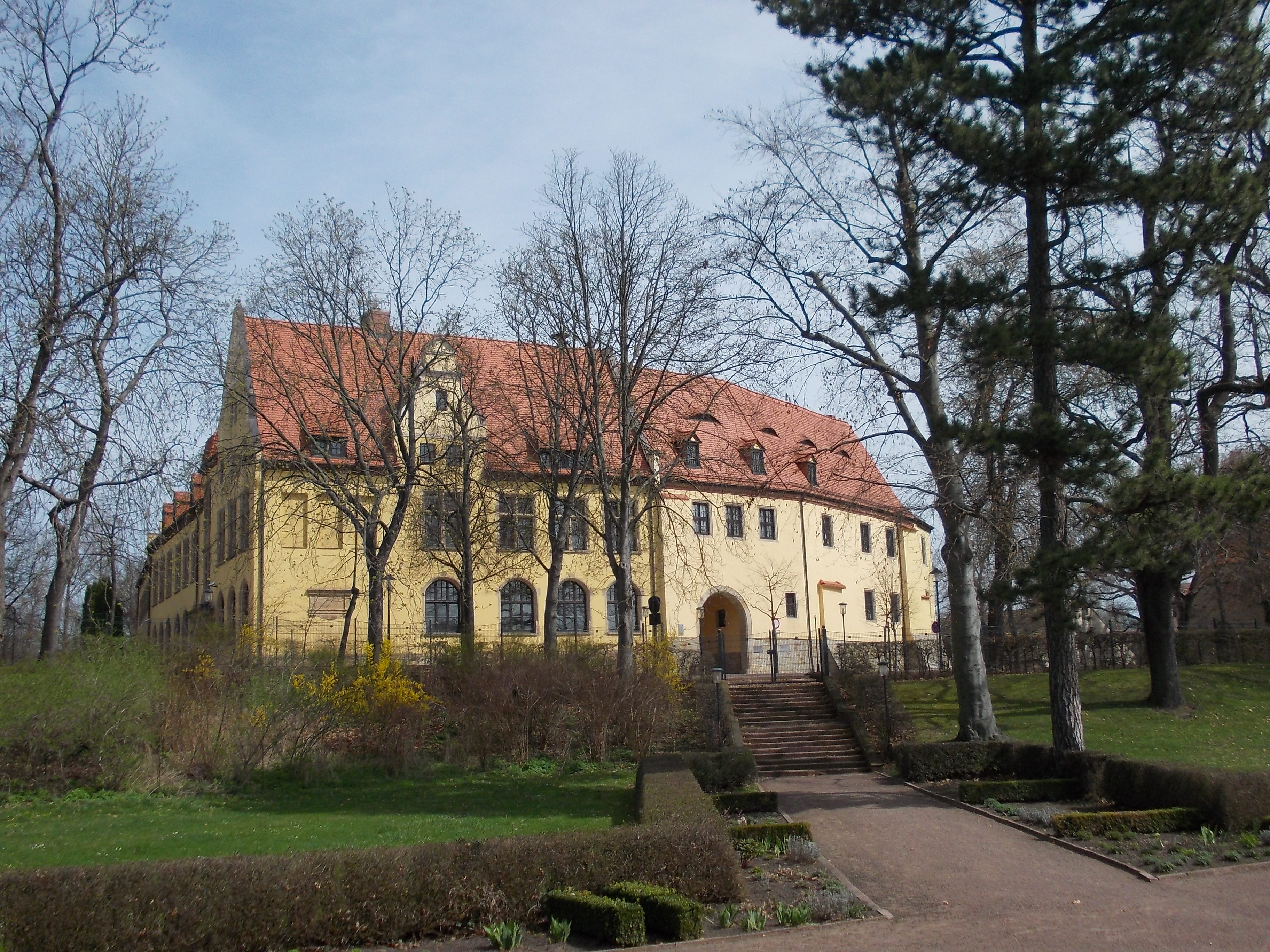
Schloss Bad Lauchstädt

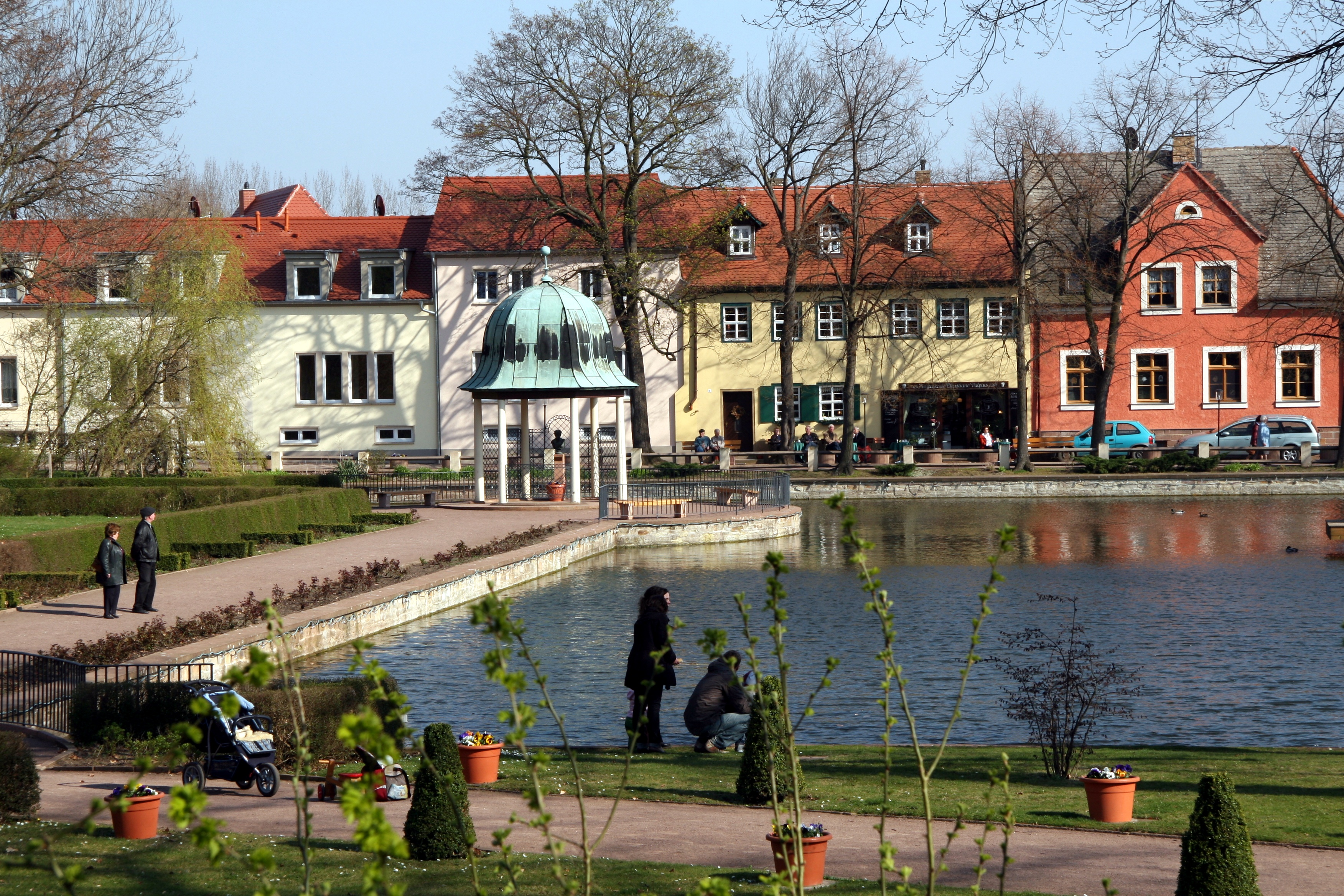
Frühling in Bad Lauchstädt

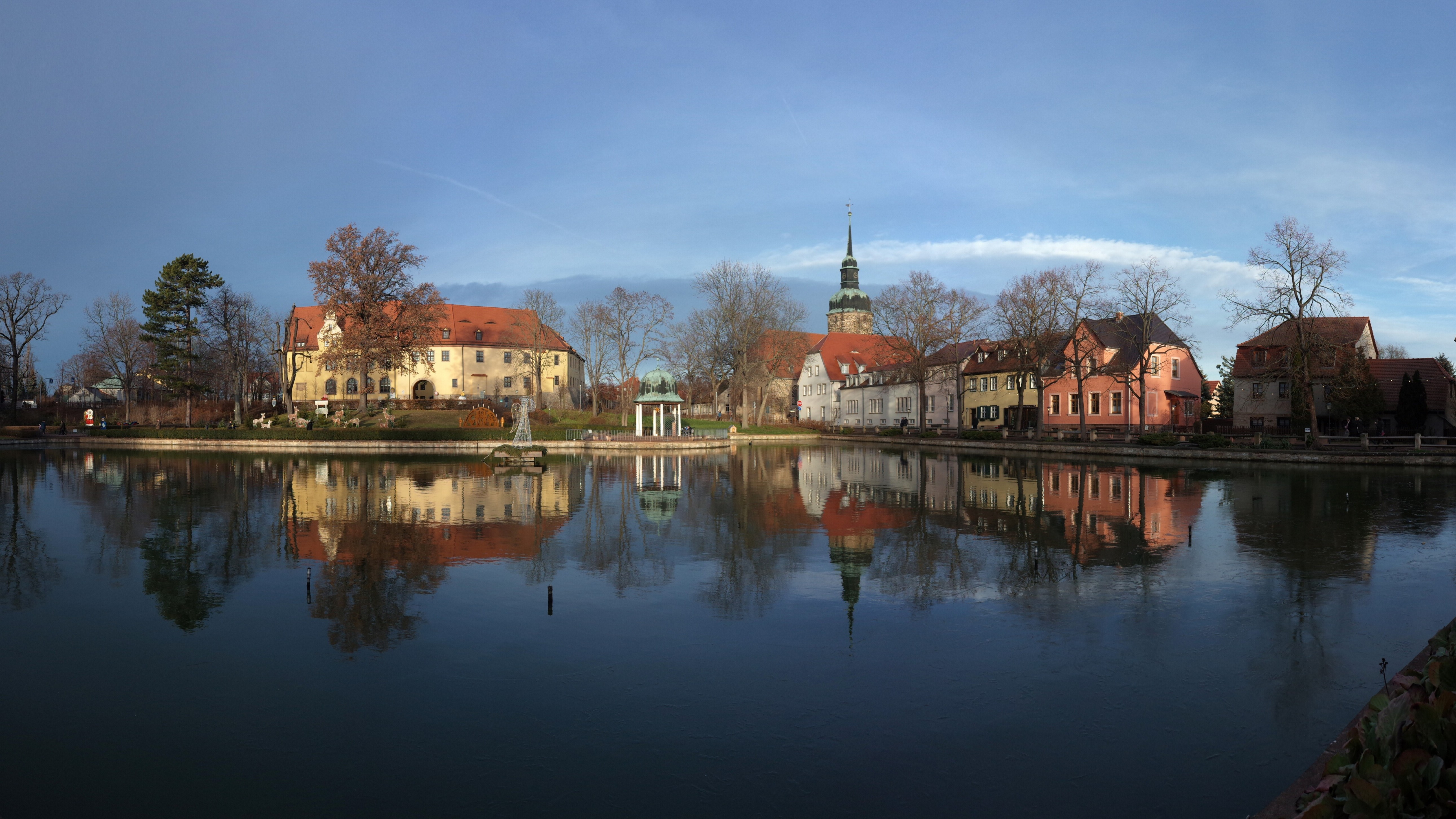
Bad Lauchstädt in der Adventszeit

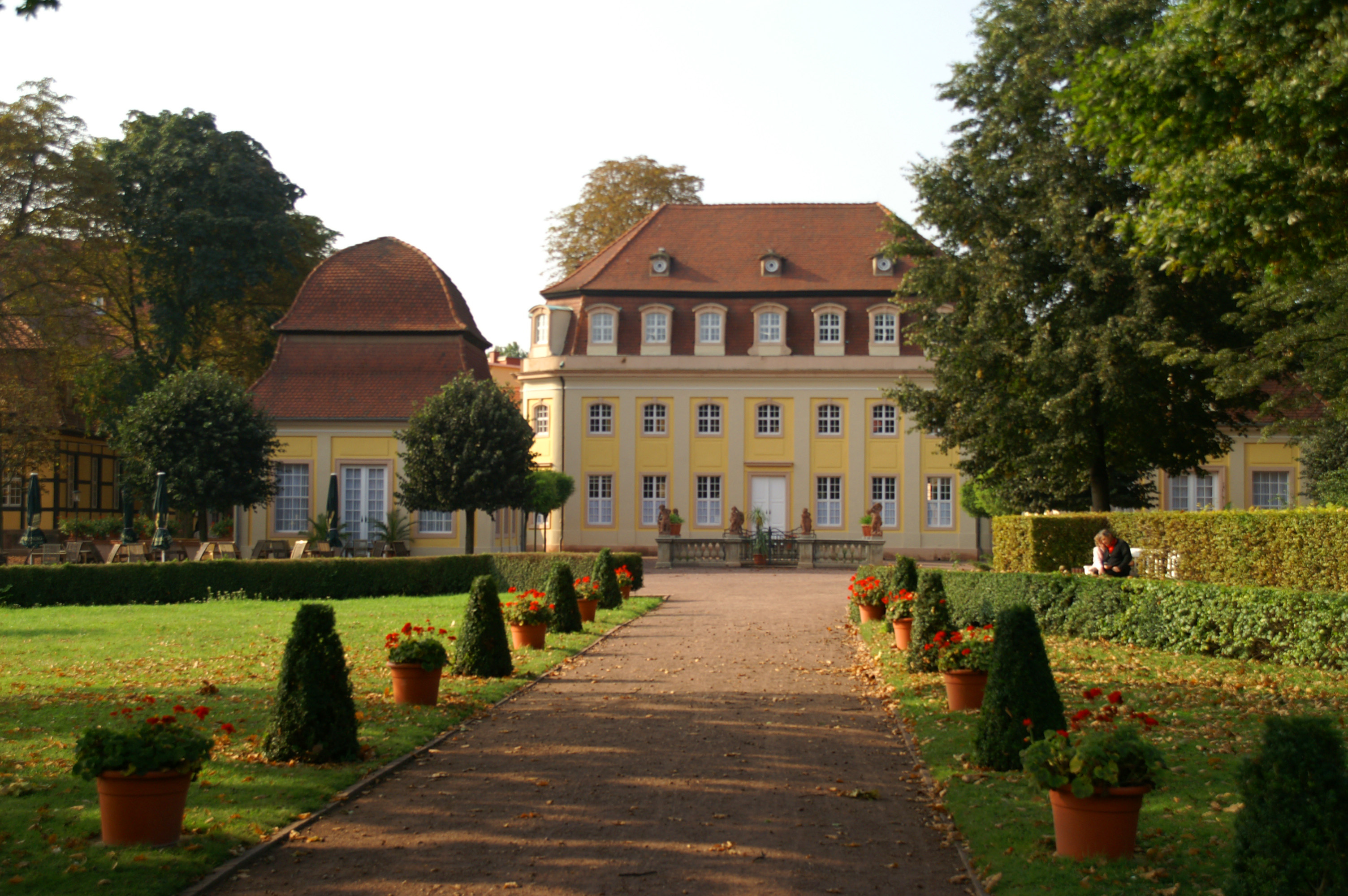
Historische Kuranlagen

### Gründung und Entwicklung des Ortes
In einem zwischen 881 und 899 entstandenen Verzeichnis des Zehnten des Klosters Hersfeld wird das nach dem Saalezufluss Laucha benannte Lauchstädt zweimal als zehntpflichtiger Ort Lochstat im Friesenfeld erstmals urkundlich erwähnt.
Seit 1341 Lehen der Herzöge von Braunschweig, gelangte die Siedlung 1370 an die Bischöfe von Merseburg, die dem Ort 1430 das Stadtrecht verliehen und im 16. Jahrhundert die ältere Burg Lauchstädt zu einem Renaissance-Schloss ausbauten. 1657 wurde Merseburg Sitz einer Seitenlinie der kursächsischen Albertiner. Das Lauchstädter Schloss diente 1684 bis 1738 den Herzögen von Sachsen-Merseburg als Wohnsitz. Lauchstädt war bis 1815 Hauptort des hochstiftlich-merseburgischen Amts Lauchstädt, das seit 1561 unter kursächsischer Hoheit stand und zwischen 1656/57 und 1738 zum Sekundogenitur-Fürstentum Sachsen-Merseburg gehörte.
Am 14. Februar 1701 gegen 9 Uhr morgens entstand in Lauchstädt bei heftigem Sturmwind eine Feuersbrunst, welche in großer Schnelle 34 Häuser, darunter die Pfarre und Schule, einäscherte. Bereits im Vorjahr waren bei drei Bränden 27 Häuser in Lauchstädt vernichtet worden, also innerhalb von zwei Jahren insgesamt 61 Häuser.
Um 1700 trat für die unbedeutende Landstadt eine erfreuliche Wendung ein: Durch Zufall wurde eine Mineralquelle entdeckt, deren heilkräftige Wirkung von dem Mediziner Friedrich Hoffmann an der Universität Halle befunden wurde. So entstand das bis heute erhältliche Lauchstädter Heilbrunnen-Wasser. Daraufhin kümmerte sich Herzogin Erdmuth Dorothea um die Einrichtung eines Bades. Sie ließ die Quelle einfassen und die ersten Kuranlagen ausbauen. Als die Nebenlinie Sachsen-Merseburg 1738 ausstarb, fiel das Erbe zurück an Kursachsen. Das war ein Glücksfall, denn in der zweiten Hälfte des 18. Jahrhunderts wurde Lauchstädt der bevorzugte Badeort des Dresdner Hofes und nahm als exklusives Modebad einen bedeutenden wirtschaftlichen Aufschwung. Ein Kursaal und ein Spielpavillon wurden errichtet sowie ein Sommertheater installiert. Mit der Anlage des Kurparks wurde begonnen.

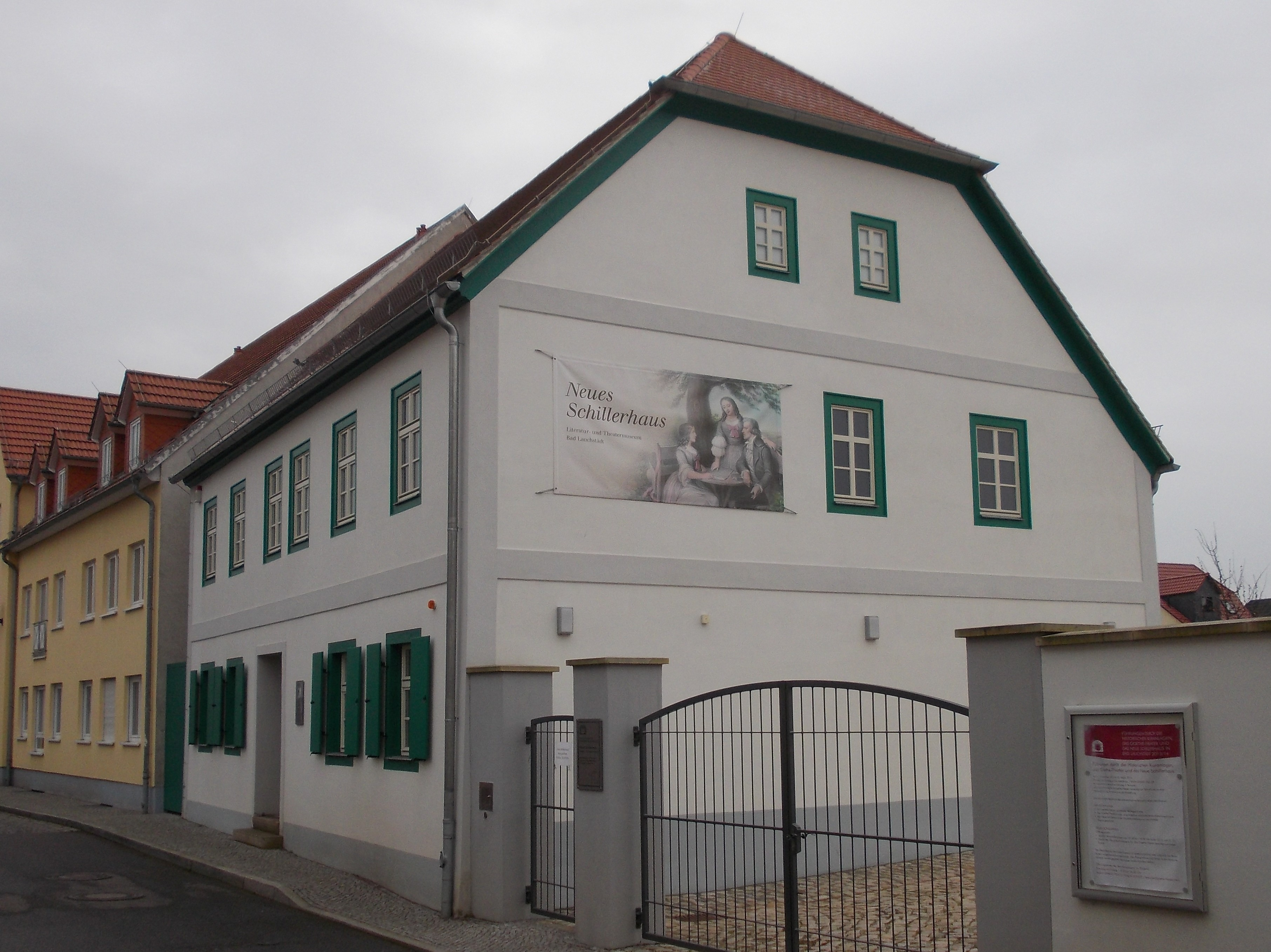
Neues Schillerhaus

Mit dem Besuch Goethes begann die literarische Bedeutung des Badeortes. 1802 wohnte er über vier Wochen in Lauchstädt und besorgte die Einweihung des Theaters mit dem Vorspiel Was wir bringen und der Aufführung von Mozarts Oper La clemenza di Tito. Mehrfach kam er in den folgenden Jahren wieder, und besonders seine Frau Christiane war eine gern gesehene Besucherin. Bedeutende Künstler und Gelehrte der Zeit gaben sich ein Stelldichein: Christian Fürchtegott Gellert, Johann Christoph Gottsched, Christoph Martin Wieland, Georg Wilhelm Friedrich Hegel, Friedrich Wilhelm Joseph Schelling. Schon 1789 hatte sich hier Schiller mit Charlotte von Lengefeld verlobt.
Nachdem die Weimarer Schauspieler 1814 ihr letztes Gastspiel gegeben hatten, verlor Lauchstädt an Anziehungskraft. Durch die Beschlüsse des Wiener Kongresses 1815 fiel Lauchstädt an Preußen. Lauchstädt wurde 1816 dem Kreis Merseburg im Regierungsbezirk Merseburg der preußischen Provinz Sachsen zugeteilt.
1865 heißt es:

„Das einst so frequente Bad Lauchstädt ist hingegen fast verwaist.“

Erst 1908 wurde das Theater wieder genutzt, dann erneut 1968 mit der Aufführung von Goethes Iphigenie auf Tauris. Auch die Kuranlagen erlebten wieder eine gewisse Blüte.
Seit dem 9. Oktober 2008 trägt die Stadt den amtlichen Zusatz Goethestadt.

### Eingemeindungen

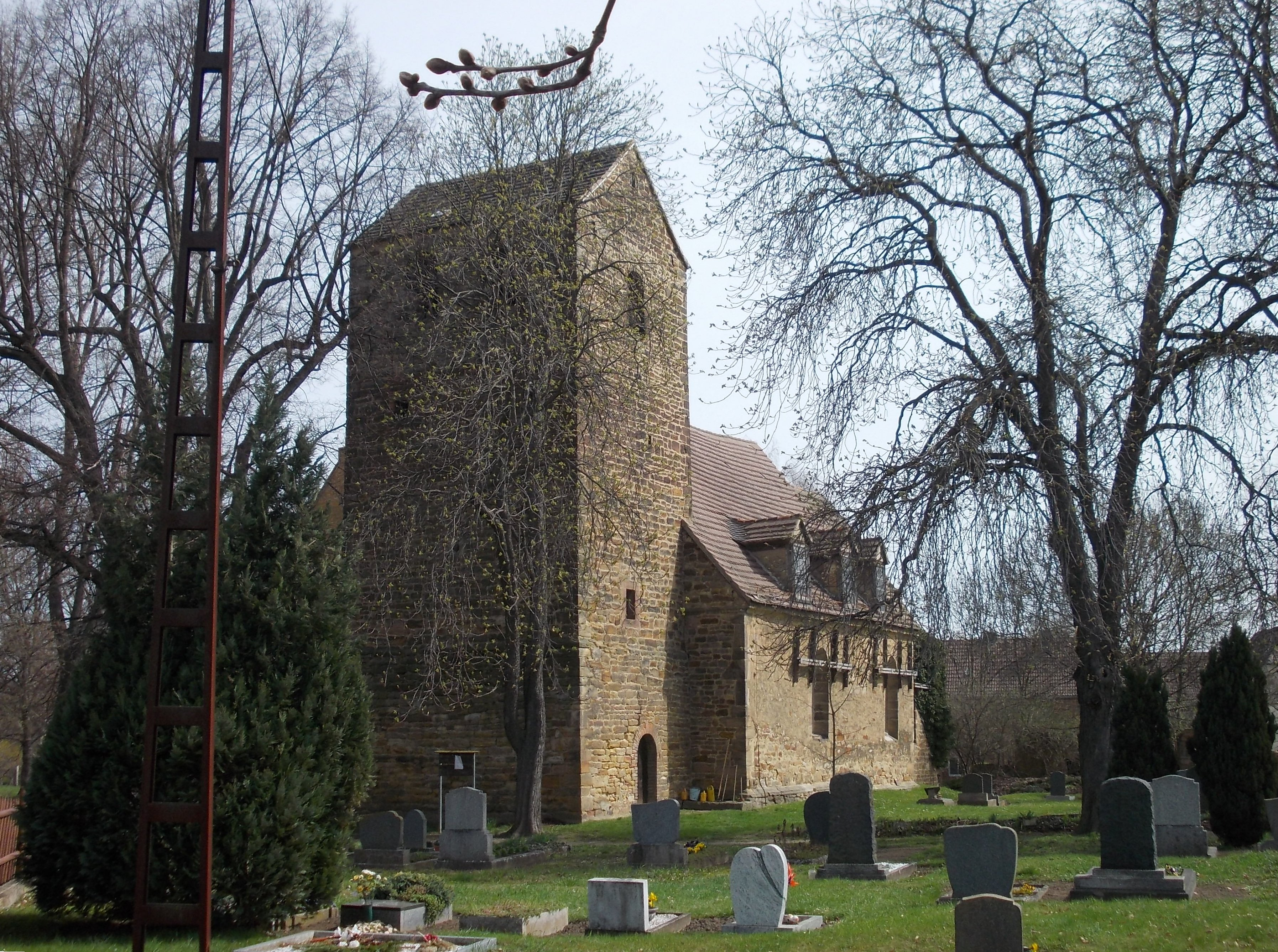
Kirche St. Anna in Großgräfendorf

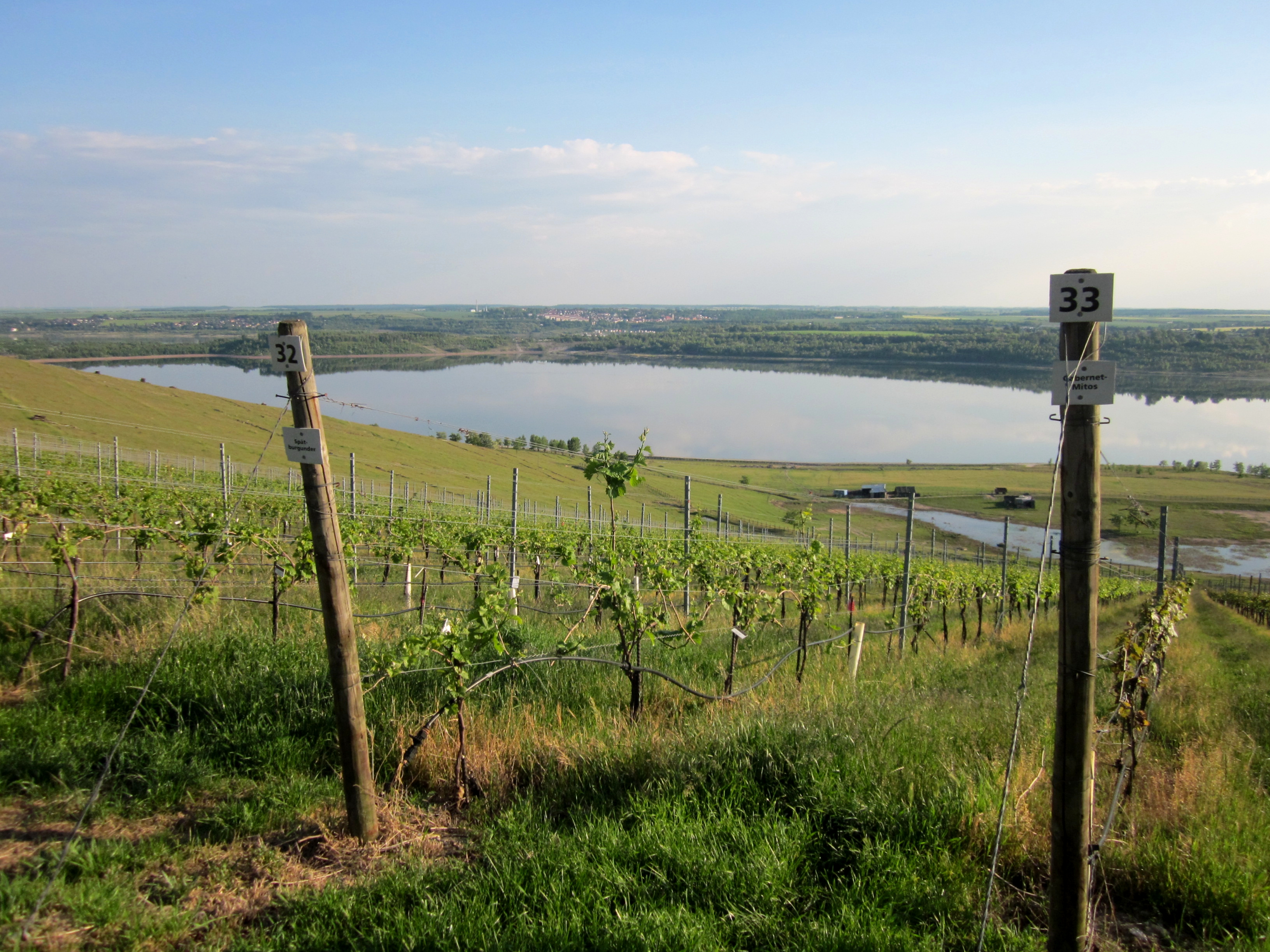
Klobikau, Weinberg am Geiseltalsee

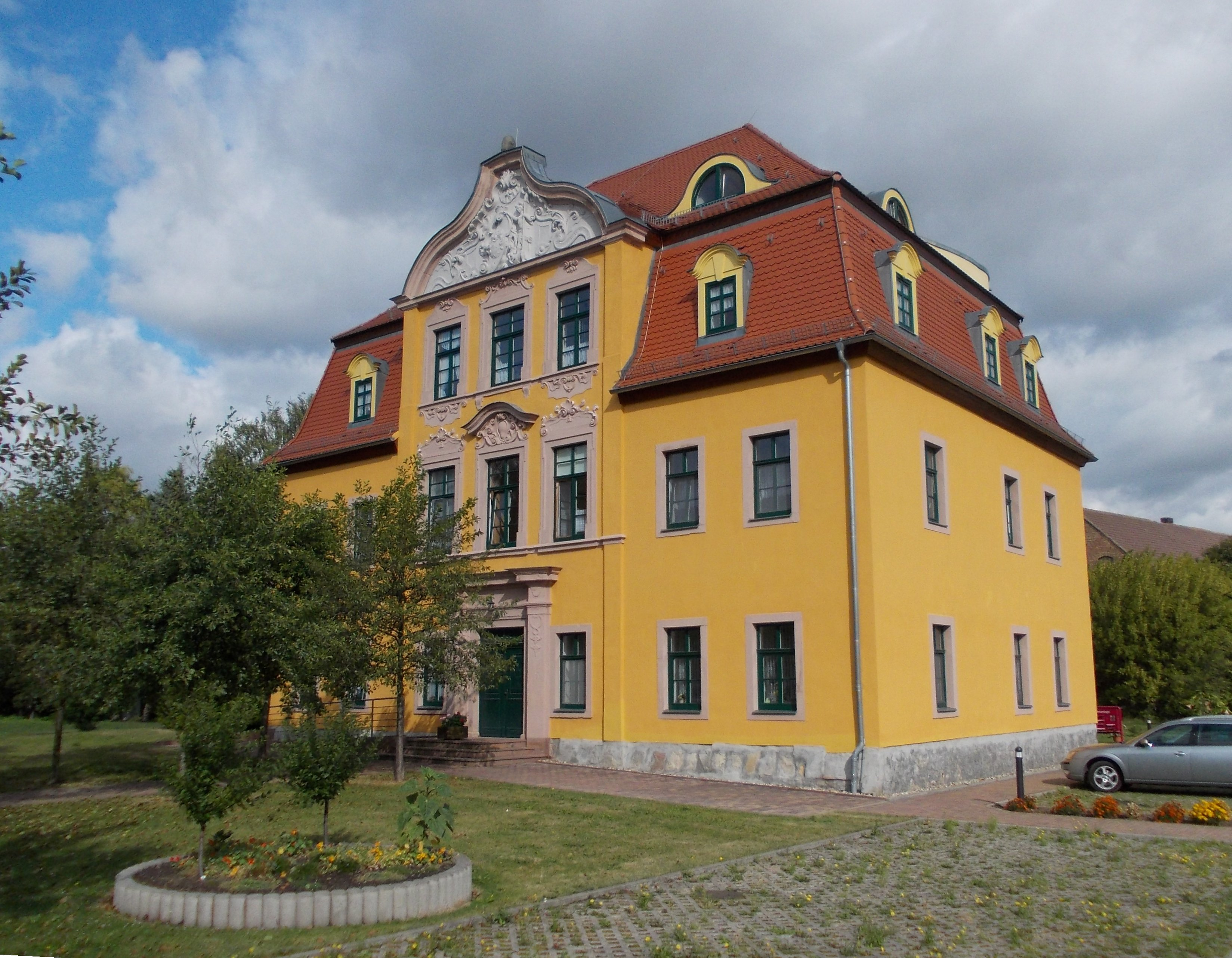
Gutshaus in Schafstädt

Schotterey gehört seit dem 1. Juli 1950 zu Bad Lauchstädt. Großgräfendorf kam im Jahr 1998 hinzu. Delitz am Berge, Klobikau und Schafstädt wurden Anfang 2008 eingemeindet. Milzau folgte Anfang 2010.
| Ehemalige Gemeinde | Datum      | Anmerkung                                      |
| ------------------ | ---------- | ---------------------------------------------- |
| Bischdorf          | 01.04.1937 | Eingemeindung nach Milzau                      |
| Burgstaden         | 01.07.1950 | Eingemeindung nach Milzau                      |
| Delitz am Berge    | 01.01.2008 |                                                |
| Frohndorf          | ca. 1750   | Zuordnung zu Schotterey                        |
| Großgräfendorf     | 01.04.1998 |                                                |
| Kleingräfendorf    | 01.07.1950 | Eingemeindung nach Milzau                      |
| Kleinlauchstädt    | 1939       |                                                |
| Klobikau           | 01.01.2008 |                                                |
| Krakau             | 01.04.1939 | Eingemeindung nach Kleingräfendorf             |
| Milzau             | 01.01.2010 |                                                |
| Netzschkau         | 01.04.1937 | Eingemeindung nach Milzau                      |
| Niederklobikau     | 01.07.1950 | Zusammenschluss mit Oberklobikau zu Klobikau   |
| Oberklobikau       | 01.07.1950 | Zusammenschluss mit Niederklobikau zu Klobikau |
| Oberkriegstedt     | 01.04.1937 | Eingemeindung nach Burgstaden                  |
| Raschwitz          | 30.09.1928 | Zusammenschluss mit Reinsdorf zu Wünschendorf  |
| Reinsdorf          | 30.09.1928 | Zusammenschluss mit Raschwitz zu Wünschendorf  |
| Sankt Ulrich       | 1537       |                                                |
| Schadendorf        | 01.04.1937 | Eingemeindung nach Burgstaden                  |
| Schafstädt         | 01.01.2008 |                                                |
| Schotterey         | 01.07.1950 |                                                |
| Strößen            | ca. 1750   | Zuordnung nach Großgräfendorf                  |
| Unterkriegstedt    | 01.04.1937 | Eingemeindung nach Burgstaden                  |
| Wünschendorf       | 01.04.1937 | Eingemeindung nach Niederklobikau              |

## Bevölkerung
| Jahr | Einwohner |
| ---- | --------- |
| 1990 | 4.063     |
| 2006 | 6.544     |
| 2010 | 9.222     |
| 2015 | 8.817     |
| 2020 | 8.781     |

| Jahr | Einwohner |
| ---- | --------- |
| 2021 | 8.849     |
| 2022 | 8.853     |
| 2023 | 8.908     |
| 2024 | 8.883     |

Stand: 31. Dezember des jeweiligen Jahres (Angaben des Statistischen Landesamtes Sachsen-Anhalt), ab 2011 auf Basis des Zensus 2011, ab 2022 auf Basis des Zensus 2022
Die starke Zunahme der Einwohnerzahl zwischen 1990 und 2010 ist auf Eingemeindungen zurückzuführen.

## Politik

### Stadtrat
Der Stadtrat von Bad Lauchstädt besteht entsprechend der Einwohnerzahl der Stadt aus 20 Mitgliedern und dem Bürgermeister. Die Kommunalwahl am 9. Juni 2024 führte bei einer Wahlbeteiligung von 65,8 % zu folgendem Ergebnis:
| Partei / Wählergruppe                  | Stimmenanteil 2019 | Sitze 2019 |        | Stimmenanteil 2024 | Sitze 2024 |
| -------------------------------------- | ------------------ | ---------- | ------ | ------------------ | ---------- |
| AfD                                    | 11,3 %             | 1          | 20,6 % | 3                  |            |
| CDU                                    | 23,8 %             | 5          | 18,4 % | 4                  |            |
| Bündnis Miteinander                    | –                  | –          | 12,1 % | 2                  |            |
| Freie Wählervereinigung Bad Lauchstädt | 16,1 %             | 3          | 08,6 % | 2                  |            |
| Wählergemeinschaft Milzau              | 11,1 %             | 2          | 07,8 % | 2                  |            |
| Freiwillige Feuerwehr                  | –                  | –          | 07,8 % | 2                  |            |
| Gemeinsam für Schafstädt               | –                  | –          | 06,7 % | 1                  |            |
| LSG Klobikau-Milzau 1899               | 04,0 %             | 1          | 05,7 % | 1                  |            |
| Die Linke                              | 11,8 %             | 2          | 03,8 % | 1                  |            |
| Einzelbewerber Thomas Schorsch         | 03,7 %             | 1          | 02,8 % | 1                  |            |
| Einzelbewerberin Mignon Beier          | –                  | –          | 02,3 % | –                  |            |
| Bündnis 90/Die Grünen                  | 02,7 %             | 1          | 02,0 % | –                  |            |
| Sportverein Germania Schafstädt        | 04,2 %             | 1          | 01,4 % | –                  |            |
| Bürgerliste Delitz am Berge            | 05,7 %             | 1          | –      | –                  |            |
| SPD                                    | 03,7 %             | 1          | –      | –                  |            |
| Am Berg, die Delitzer                  | 02,0 %             | –          | –      | –                  |            |
| Insgesamt                              | 100 %              | 19         | 100 %  | 19                 |            |

Bei der Wahl 2019 entfielen auf die AfD zwei Sitze, von denen einer unbesetzt blieb, weil die Partei nur einen Kandidaten nominiert hatte.
Bei der Wahl 2024 entfielen auf die AfD vier Sitze, von denen einer unbesetzt bleibt, weil die Partei nur drei Kandidaten nominiert hatte.

### Bürgermeister
- 2008–2015: Ilse Niewiadoma (FDP)[16]
- seit 2015: Christian Runkel (CDU)

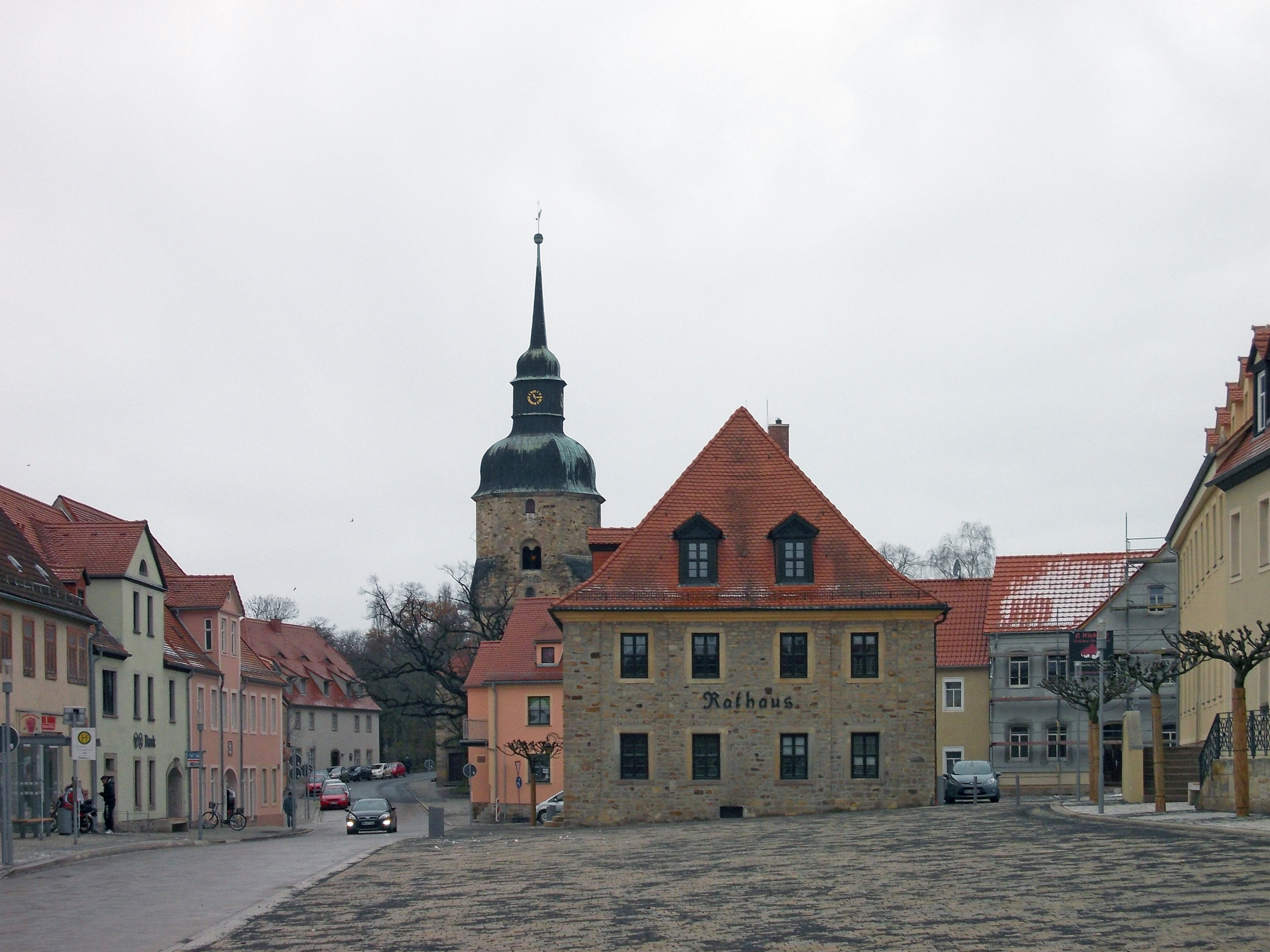
Rathaus

Runkel wurde in der Bürgermeisterstichwahl am 29. März 2015 mit 62,1 % der gültigen Stimmen gewählt. Am 13. März 2022 wurde er mit 64,8 % der gültigen Stimmen in seinem Amt bestätigt. Seine Amtszeit beträgt sieben Jahre.

### Wappen
Das Wappen wurde am 25. April 2008 durch den Landkreis genehmigt.
| Wappen von Bad Lauchstädt | Blasonierung: „In Blau ein aufgerichteter linksgewendeter silberner Löwe mit ausgeschlagener Zunge, in den Vorderpranken eine goldene Burg mit drei Zinnentürmen tragend, die Türme mit beknauften Spitzdächern und je zwei Rundbogenöffnungen untereinander.“ |
| Wappen von Bad Lauchstädt | |

Das Wappen wurde vom Heraldiker Lutz Döring neu entworfen.

### Flagge
Die Flagge ist blau-weiß (1:1) gestreift und mittig mit dem Wappen belegt.

### Städtepartnerschaft
Partnerstadt von Bad Lauchstädt ist Haan in Nordrhein-Westfalen.

## Sehenswürdigkeiten und Kultur

### Bauwerke

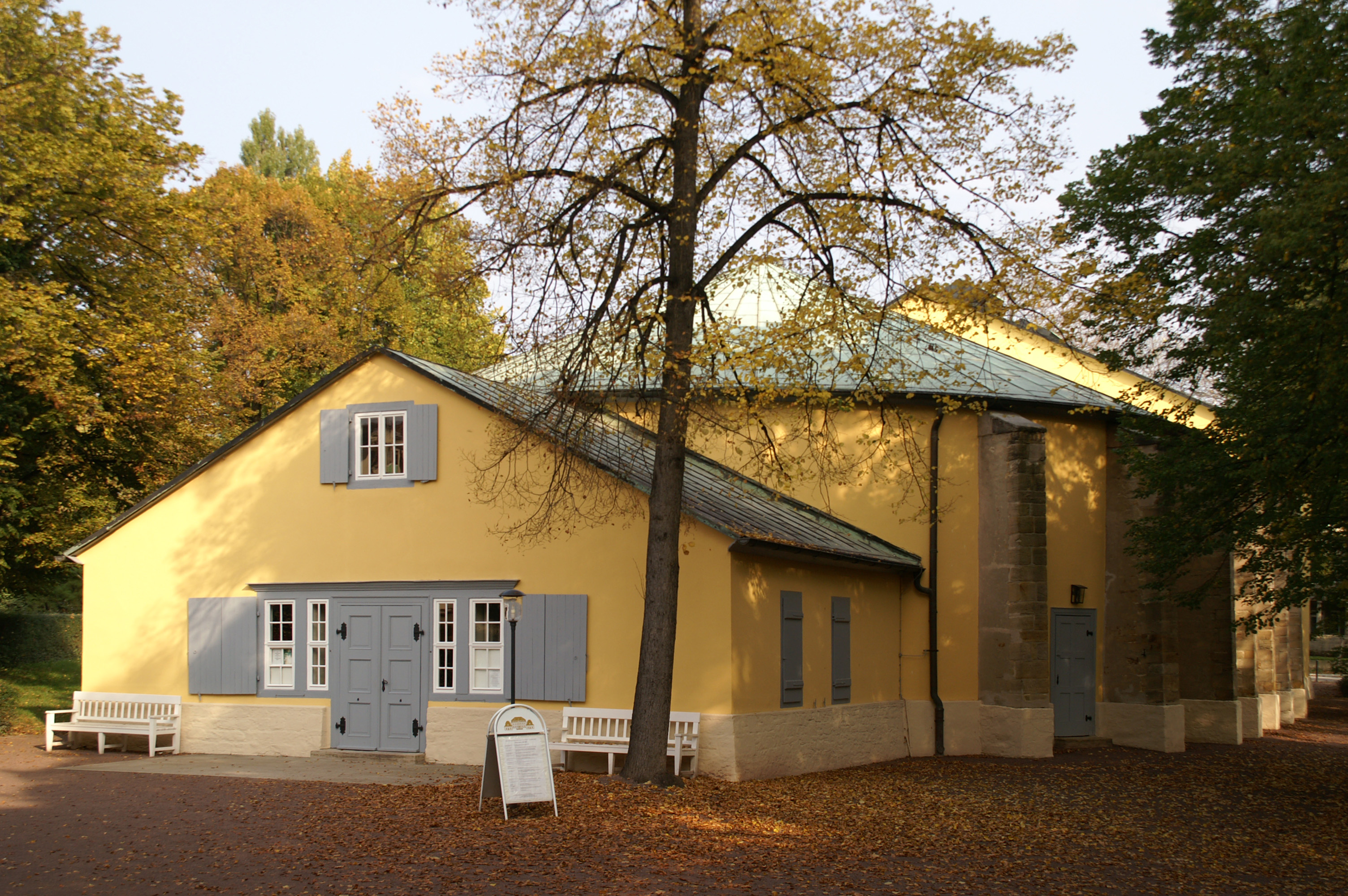
Goethe-Theater

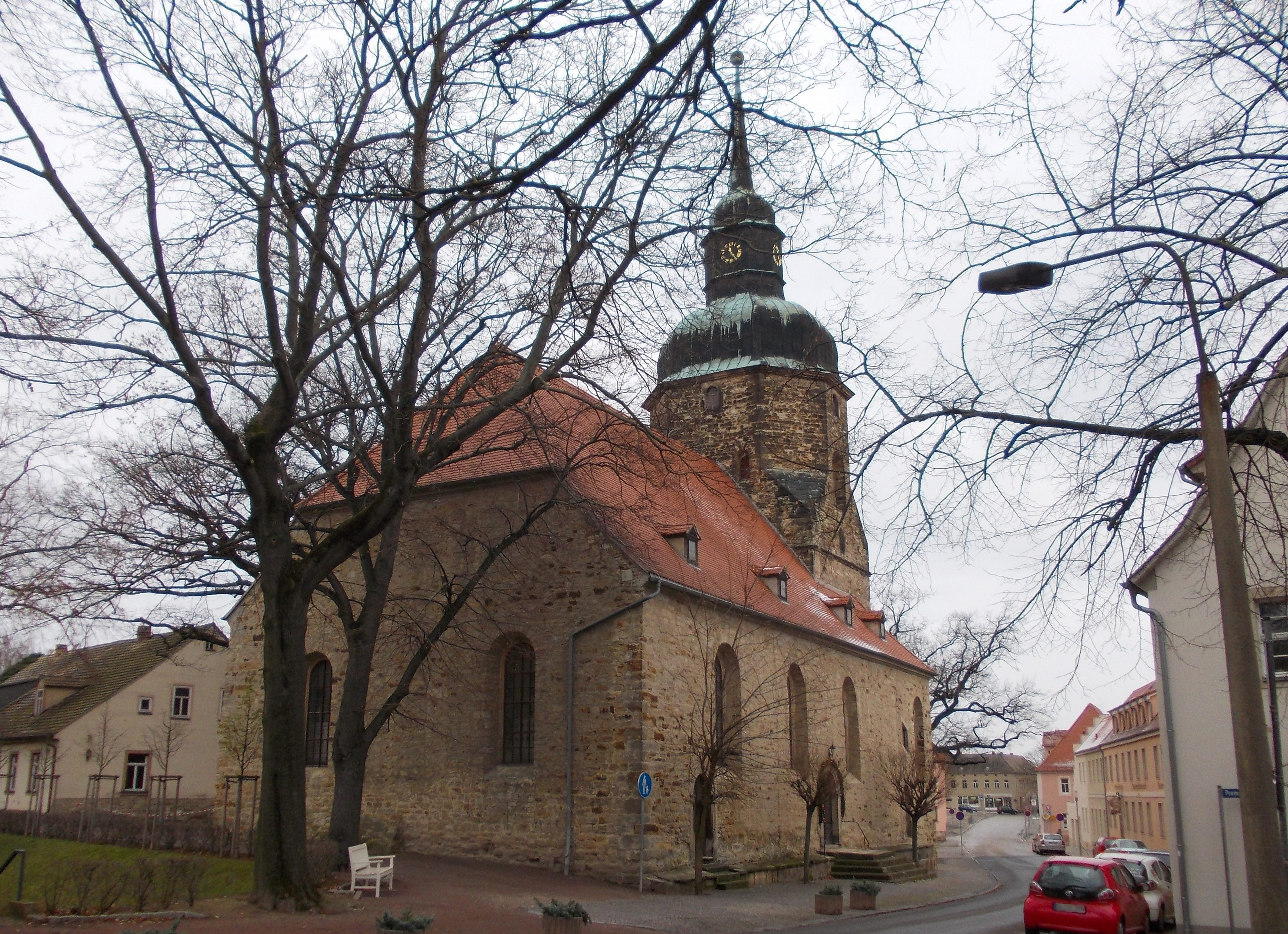
Evangelische Kirche

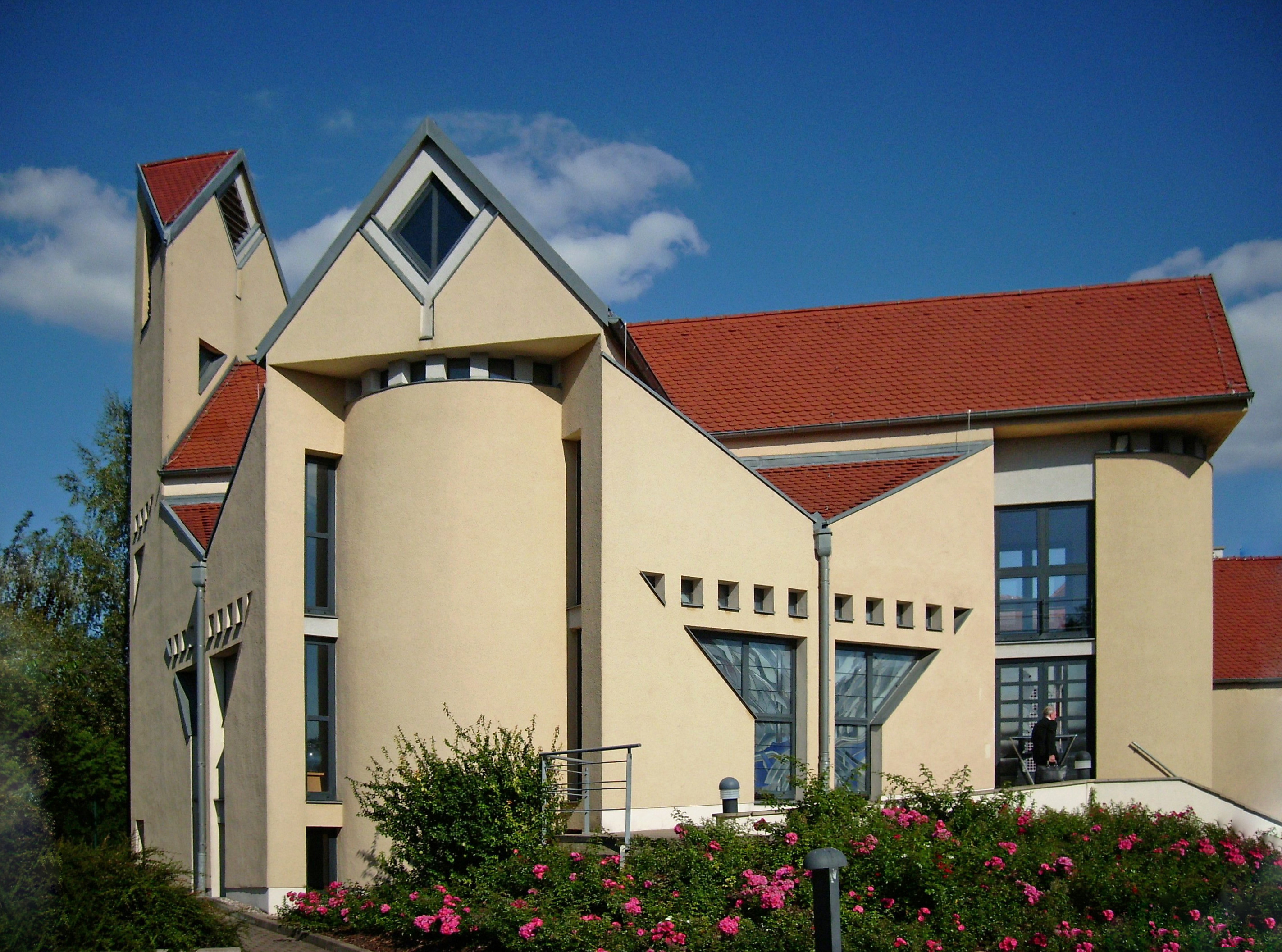
Katholische Kirche

- Goethe-Theater, errichtet 1802 durch Heinrich Gentz, zusammen mit der
- Kuranlage Teil des Projektes Gartenträume Sachsen-Anhalt
- Schloss
- Evangelische Kirche, erbaut 1685–1686, Turm und Sakristei von 1499, Taufstein von 1685, Chwatal-Orgel von 1829
- Katholische Kirche Maria Regina, 1992–1994 erbaut, Architekt: Ralf Niebergall
- Bockwindmühle Bad Lauchstädt, erbaut 1850
- Kursächsische Postmeilensäule Bad Lauchstädt (Viertelmeilenstein, 18. Jahrhundert) am Goethe-Theater
- Kirchen und Gutshäuser in den Ortsteilen, z. B. in Unterkriegstedt
- Rathaus am Markt

### Denkmäler
- Mehrere Grabstätten auf dem Ortsfriedhof, in denen fünf sowjetische Kriegsgefangene und ein italienischer Zwangsarbeiter begraben wurden, die bei Zwangsarbeit während des Zweiten Weltkrieges ihr Leben verloren haben
- Vier Grabstätten auf dem Friedhof des Ortsteiles Großgräfendorf, in denen vier unbekannte, vermutlich polnische oder italienische Zwangsarbeiter begraben wurden

### Regelmäßige Veranstaltungen
- Ostermarkt
- Brunnenfest
- Herbstmarkt
- Christkindl-Markt
- Festspiel der Deutschen Sprache

## Wirtschaft und Infrastruktur

### Ansässige Unternehmen
Neben kleineren Industrieunternehmen haben sich auch größere Arbeitgeber wie Blumenbecker oder Mineralbrunnen in Bad Lauchstädt angesiedelt.
In einem aus 19 Kavernen und einem ehemaligen Erdgasfeld bestehenden Untergrundspeicher der VNG befinden sich etwa 5 Prozent der deutschen Erdgasspeicherkapazität.

### H2-Forschungskaverne
2019 begann (im Rahmen der Forschungsinitiative HYPOS) das Pilotprojekt „H2-Forschungskaverne“ mit dem Ziel einer Forschungsplattform zur Wasserstoffspeicherung in einer Salzkaverne. Die Speicheranlage soll nach einer zweijährigen Forschungsphase gebaut werden und wäre weltweit der erste Kavernenspeicher für Grünen Wasserstoff aus erneuerbaren Energien – geplant sind Windkrafträder. Die Kaverne könnte über eine bestehende Gaspipeline an die bestehende Wasserstoffinfrastruktur im mitteldeutschen Chemiedreieck angeschlossen werden.

### Verkehr

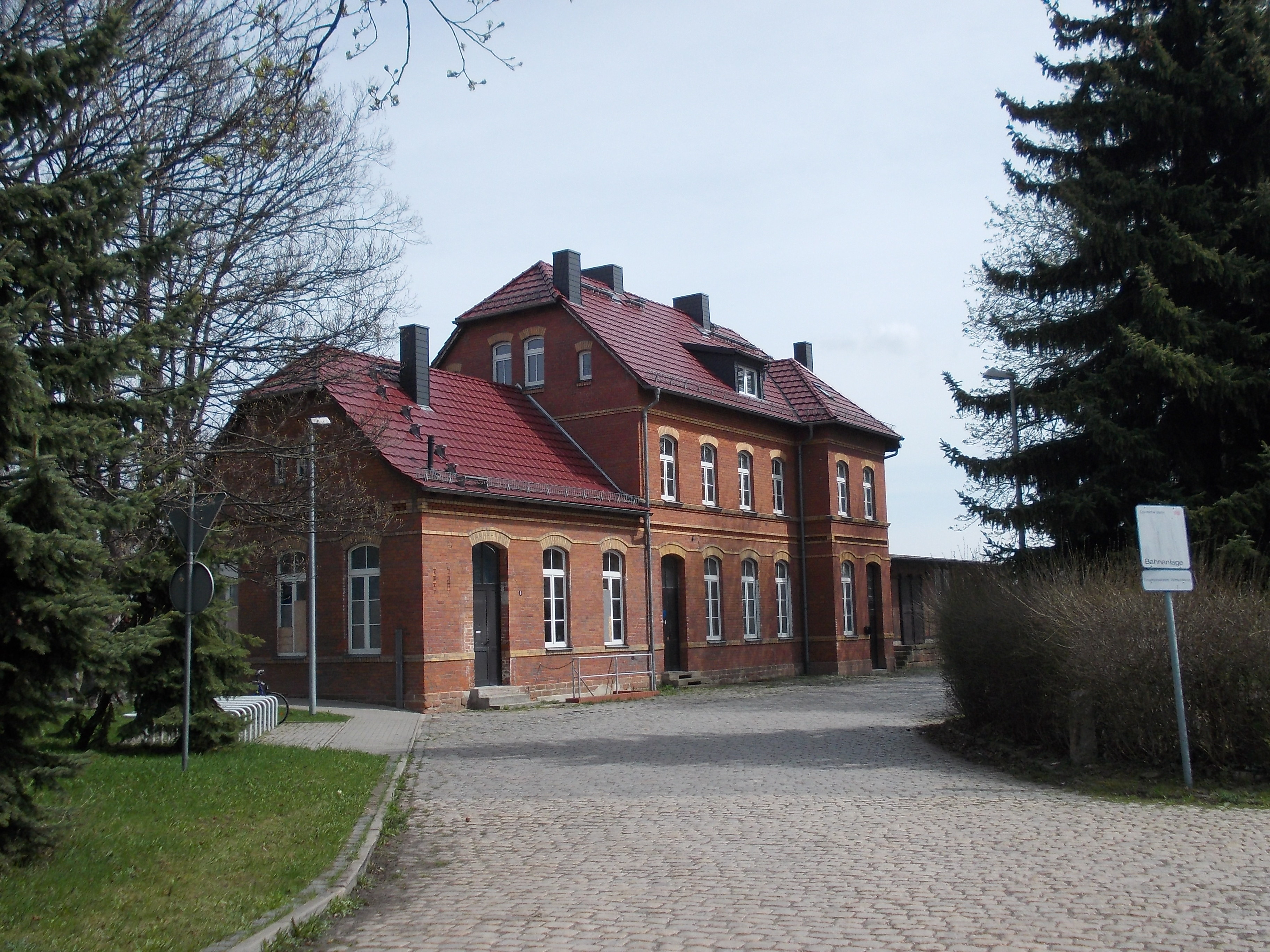
Bahnhof Bad Lauchstädt

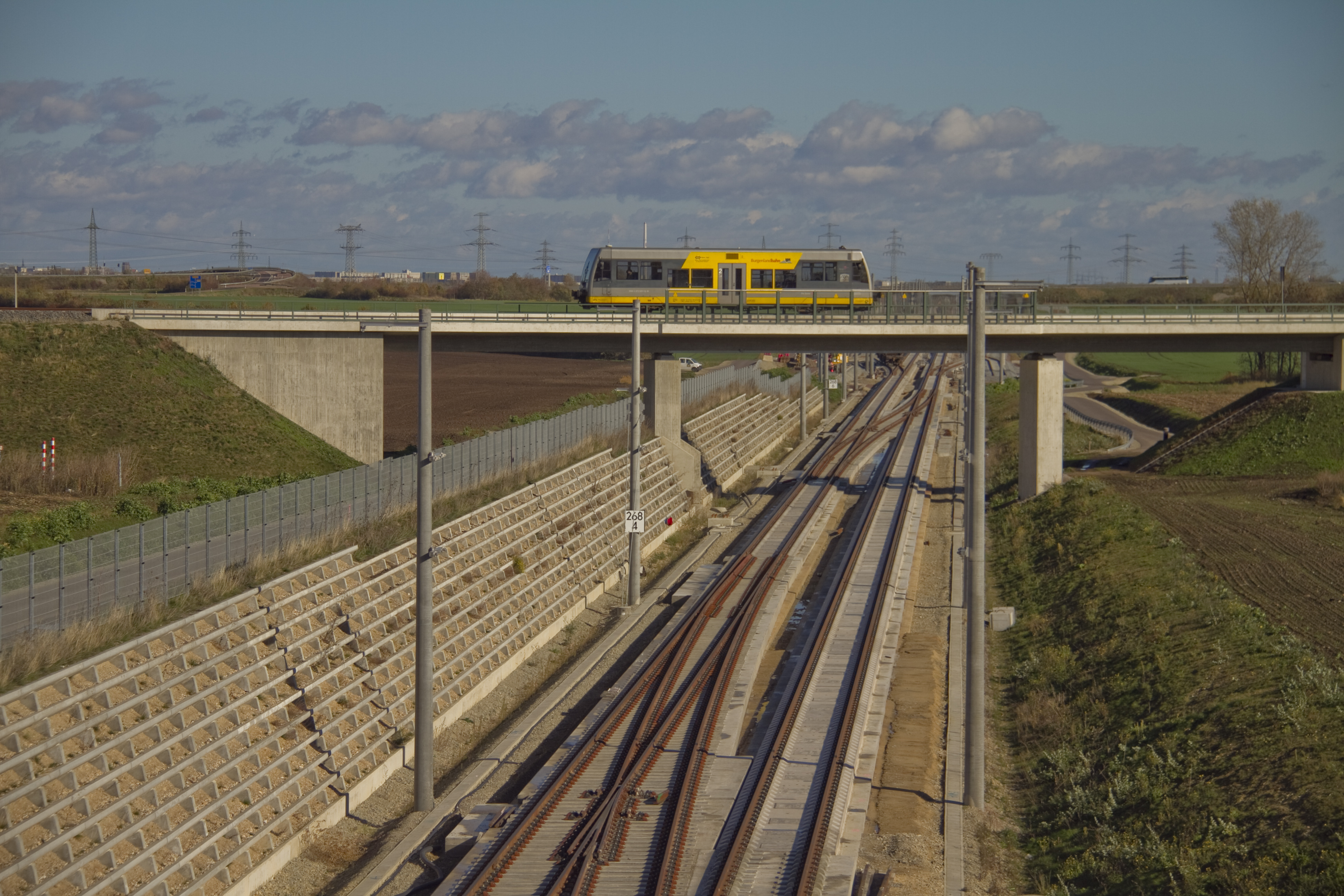
Neubaustrecke Erfurt–Leipzig/Halle

#### Straße
Bad Lauchstädt ist über die Anschlussstellen Schafstädt, Bad Lauchstädt und Merseburg-Nord an die Südharzautobahn A 38 (Göttingen–Halle/Leipzig) angebunden.

#### Eisenbahn
Bis zum 13. Dezember 2014 wurden die Haltepunkte Schafstädt, Großgräfendorf, Bad Lauchstädt West und Bad Lauchstädt an der Bahnstrecke Merseburg–Schafstädt im Stundentakt von der Burgenlandbahn bedient. Der Bahnverkehr wurde aufgrund von niedrigen Fahrgastzahlen eingestellt. Zwischen Bad Lauchstädt und dem Ortsteil Milzau verläuft der Neubau der Eisenbahn-Hochgeschwindigkeitsstrecke Erfurt–Leipzig/Halle.

#### Bus
Der öffentliche Personennahverkehr wird unter anderem durch den PlusBus des Landesnetzes Sachsen-Anhalt erbracht. Folgende Verbindungen führen ab/durch Bad Lauchstädt:
- Linie 320: Bad Lauchstädt ↔ Delitz ↔ Holleben ↔ Angersdorf ↔ Halle
- Linie 728: Querfurt ↔ Schafstädt ↔ Bad Lauchstädt ↔ Knapendorf ↔ Merseburg

Den Busverkehr im Saalekreis (Raum Merseburg/Querfurt) betreibt die Personennahverkehrsgesellschaft Merseburg-Querfurt.